# L∞-대수
수학에서 L∞-대수(L∞-algebra) 또는 호모토피 리 대수(영어: homotopy Lie algebra)는 {\displaystyle \mathbb {Z} } 등급을 갖는 대수이다. 리 대수의 개념에서, 야코비 항등식이 오직 호모토피에 대하여 성립하도록 약화시킨 것이다.

## 정의

### 괄호를 통한 정의
표수 0의 체 {\displaystyle K}가 주어졌다고 하자. {\displaystyle K} 위의 초벡터 공간 {\displaystyle V=V_{+}\oplus V_{-}}이 주어졌을 때, 다음을 정의하자.
{\displaystyle \bigwedge V={\frac {\operatorname {T} (V)}{\mathfrak {I}}}}
여기서 {\displaystyle {\mathfrak {I}}}는 텐서 대수 {\displaystyle \operatorname {T} (V)}의, 다음 부분 집합으로 생성되는 아이디얼이다.
{\displaystyle {\mathfrak {I}}=\left(v_{1}\otimes v_{2}\otimes \dotsb \otimes v_{n}-(-)^{\sigma }(-)^{\sigma ,{\vec {v}}}v_{\sigma (1)}\otimes v_{\sigma (2)}\otimes \dotsb \otimes v_{\sigma (n)}\colon \sigma \in \operatorname {Sym} (n),\;v_{1},\dotsc ,v_{n}\in V_{+}\cup V_{-}\right)}
여기서
- {\displaystyle (-)^{\sigma }\in \{\pm 1\}}는 순열의 부호수, 즉 군 준동형 {\displaystyle \operatorname {Sym} (n)\to \operatorname {Sym} (2)}에 대한 상이다.
- {\displaystyle (-)^{\sigma ,{\vec {v}}}\in \{\pm 1\}}는 {\displaystyle \sigma }가 {\displaystyle (v_{1},\dotsc ,v_{n})}에 작용할 때, {\displaystyle V_{-}}에 속하는 두 원소를 교환할 때의 수가 짝수인 경우 {\displaystyle +1}, 홀수일 경우 {\displaystyle -1}이다.

물론 {\displaystyle \textstyle \bigwedge V}는 자연수 등급을 갖는다.
{\displaystyle K} 위의 L∞-대수 {\displaystyle A}는 다음과 같은 일련의 연산이 주어진, {\displaystyle K} 위의 {\displaystyle \mathbb {Z} }-등급 벡터 공간
{\displaystyle A=\bigoplus _{i\in \mathbb {Z} }A^{i}}
이다.
- 각 {\displaystyle n\geq 1}에 대하여, 등급 반대칭 {\displaystyle n}항 연산 {\displaystyle [-,-,\dotsc ,-]\colon \textstyle \bigwedge ^{n}V\to K}. 그 등급은 {\displaystyle n-2}이다. (즉, 2항 괄호의 등급이 0이며, 1항 괄호는 등급 −1의 미분을 이룬다.)
{\displaystyle \deg[a_{1},\dotsc ,a_{n}]_{n}=n-2+\sum _{i=1}^{n}\deg a_{i}}

이는 다음과 같은 야코비 항등식을 만족시켜야 한다.
{\displaystyle 0=\sum _{i+j=n+1}\sum _{\sigma \in \operatorname {Sh} (i,n-i)}e(\sigma )(-1)^{\sigma +i(j-1)}[[a_{\sigma (1)},\dots ,a_{\sigma (i)}]_{i},a_{\sigma (i+1)},\dots ,a_{\sigma (n)}]_{j}}
여기서
- {\displaystyle \operatorname {Sh} (i,n-i)}는 {\displaystyle (i,n-i)}-셔플 순열의 집합이다.
- {\displaystyle e(\sigma )}는 순열 {\displaystyle \sigma }가 홀수 등급을 갖는 원소쌍을 서로 짝수 번 뒤바꾸었을 때 {\displaystyle +1}, 홀수 번 뒤바꾸었을 때 {\displaystyle -1}이다. 이를 코쥘 부호(영어: Koszul sign)라고 한다.

### 미분 등급 대수를 통한 정의
만약 각 등급별 차원이 유한하다면, L∞-대수는 다음과 같이 정의될 수도 있다.
표수 0의 체 {\displaystyle K} 위의 위의 호모토피 리 대수는 다음과 같은 데이터로 주어진다.
- {\displaystyle K} 위의 양의 정수 등급 벡터 공간 {\displaystyle A=\textstyle \bigoplus _{i\in \mathbb {Z} ^{+}}A_{i}}. 이로부터 다음을 정의할 수 있다.
  - {\displaystyle A^{*}}는 {\displaystyle A}의 대수적 쌍대 공간이다.
  - {\displaystyle \operatorname {Sym} (A^{*})}은 등급 벡터 공간 {\displaystyle A^{*}} 위의 대칭 대수이며, 이는 자연수 등급 대수를 이룬다.
- {\displaystyle \mathrm {d} \colon \operatorname {Sym} (V^{*})\to \operatorname {Sym} (V^{*})}는 {\displaystyle \operatorname {Sym} (V^{*})} 위의, 등급 +1의 연속 미분이다. 즉, 다음 조건들을 만족시킨다.
  - {\displaystyle \mathrm {d} }는 {\displaystyle K}-선형 변환이다.
  - {\displaystyle \mathrm {d} \circ \mathrm {d} =0}
  - {\displaystyle \mathrm {d} (ab)=(\mathrm {d} a)b+(-)^{\deg a}a\mathrm {d} b}이다. 여기서 {\displaystyle a}는 동차 성분이다.
  - {\displaystyle \deg(\mathrm {d} a)=1+\deg a}. 여기서 {\displaystyle a}는 동차 성분이다.

이는 다음 조건을 추가로 만족시켜야 한다.
- 표준 사영 {\displaystyle (\operatorname {Sym} (V^{*}),\mathrm {d} )\to (K,0)}는 미분 등급 대수의 준동형이다.

(만약 이 조건을 생략한다면, 굽은 L∞-대수영어: curved L∞-algebra의 개념을 얻는다.)

### 두 정의 사이의 관계
이 두 정의 사이의 관계는 다음과 같다. 우선, 괄호 {\displaystyle [-,-,\dotsc ,-]_{\bullet }}를 통한 정의에서, {\displaystyle A}의 임의의 기저
{\displaystyle A=\operatorname {Span} _{K}\{t_{i}\}_{i\in I}}
를 잡자. 그 쌍대 기저는
{\displaystyle A^{*}=\operatorname {Span} _{K}\{t^{i}\}_{i\in I}}
이며, 또한
{\displaystyle \deg t^{i}=\deg t_{i}+1}
로 놓자. 그렇다면,
{\displaystyle \mathrm {d} \colon t^{i}\mapsto -\sum _{n=0}^{\infty }{\frac {1}{n!}}t^{i}([t_{i_{1}},\dotsc ,t_{i_{n}}]_{n})t^{i_{1}}t^{i_{2}}\dotsm t^{i_{n}}}
이다. 이 경우, 멱영 조건
{\displaystyle \mathrm {d} ^{2}=0}
을 전개하고 등급별로 분해하면, 괄호에 대한 조건들과 동치임을 알 수 있다.

## 예

### 미분 등급 리 대수
L∞-대수 {\displaystyle {\mathfrak {g}}}에서, 만약 오직 2항 이하 괄호만이 0이 아닌 경우, 이는 미분 등급 리 대수를 이룬다. 즉, 이 경우
{\displaystyle [a]_{1}=\mathrm {d} a}
{\displaystyle [a,b]_{2}=[a,b]}
{\displaystyle [a,b,\dotsc ,]_{k}=0\qquad (k\geq 3)}
로 놓으면, {\displaystyle ({\mathfrak {g}},\mathrm {d} ,[-,-])}가 만족시켜야 하는 항등식들은 미분 등급 리 대수의 정의와 일치한다. 즉, 3항 이상의 괄호들이 모두 0이라면, 2항 괄호의 야코비 항등식이 정확히 성립한다.
특히, 만약 추가로 {\displaystyle [-]_{1}=\mathrm {d} =0}일 경우, 이는 등급 리 초대수를 이루며, 만약 모든 등급이 짝수라면 이는 등급 리 대수를 이룬다.

### 리n{\displaystyle n}-대수
L∞-대수에서, 모든 생성원의 등급이 {\displaystyle \{0,1,\dotsc ,n\}}에 속하는 경우를 리 {\displaystyle n}-대수라고 한다. 이 경우,
{\displaystyle n\geq \deg[a_{1},\dotsc ,a_{k}]_{k}\geq k-2}
이므로,
{\displaystyle [-,\dotsc ,-]_{k}=0\qquad (k>n+2)}
이다.
예를 들어, {\displaystyle n=1}일 경우, 오직 1항 · 2항 · 3항 연산만이 자명하지 않다.
특히, {\displaystyle n=0}인 경우, 1항 연산 또한 등급에 의하여 0이 되므로, 이 개념은 리 대수의 개념과 동치이다.

### 거스틴해버 대수
모든 거스틴해버 대수는 L∞-대수를 이룬다.

## 같이 보기
- A∞-대수
- 미분 등급 대수
- 바탈린-빌코비스키 대수
- 단체 리 대수
- 호흐실트 호몰로지